# Hexatoma triflava
Hexatoma triflava är en tvåvingeart som beskrevs av Alexander 1963. Hexatoma triflava ingår i släktet Hexatoma och familjen småharkrankar. Inga underarter finns listade i Catalogue of Life.